# Джаг-Мандир (фильм)
«Джаг-Мандир: Эксцентрический частный театр махараджи из Удайпура» (нем. Jag Mandir: Das exzentrische Privattheater des Maharadscha von Udaipur) — документальный фильм режиссёра Вернера Херцога, вышедший на экраны в 1991 году.

## Сюжет
Влиятельный махараджа из Удайпура Арвинд Сингх Мевар решает собрать актёров, танцоров, музыкантов и фокусников со всей Индии и устроить грандиозный праздник, ведь многие виды народного искусства в скором времени грозят исчезнуть. Постановку этого спектакля он поручает своему другу Андре Хеллеру, а зафиксировать происходящее на плёнку должна съёмочная группа Вернера Херцога. Подготовка заняла полтора года, и вот во дворце Джаг-Мандир в Удайпуре начинается представление. Бо́льшая часть фильма представляет собой запись празднества без всякого закадрового комментария{{{текст}}}[уточнить].